# Grammy al millor àlbum de música infantil
El premi Grammy al millor àlbum de música infantil és un guardó presentat en els Premis Grammy, una cerimònia que va ser establida en el 1958 i en el seus orígens s'anomenava Premis Gramòfon per als àlbums de música infantil que han realitzat gravacions de nova creació en, almenys, el 51% del temps d'aquestes. L'Acadèmia de Gravació defineix “nova creació” com a aquell material que ha estat gravat en els darrers cinc anys des de la data del concurs i mai abans.

## Guardonats

### Dècada del 2020
| Edició | Imatge | Guanyador   | Obra                                   | Nominat(s)/ Nominada(es) | Ref   |
| ------ | ------ | ----------- | -------------------------------------- | --- | ----- |
| 62     |        | Jon Samson. | Ageless: Songs for the Child Archetype | - Flying High! – Caspar Babypants - I Love Rainy Days – Daniel Tashian - The Love – Alphabet Rockers - Winterland – The Okee Dokee Brothers | [ 2 ] |